# 小市巳世司
小市 巳世司（こいち みよし、1917年（大正6年）4月18日 - 2009年（平成21年）11月23日）は、日本の歌人。『アララギ』最後の編集発行人。中学教師、出版社編集部員、定時制高校教師、大学講師などを務めた。

## 経歴
東京府出身。1937年にアララギへ入会し、土屋文明に師事。第一高等学校を経て、1940年に東京帝国大学文学部を卒業後、岩手県立盛岡中学校（現：岩手県立盛岡第一高等学校）へ勤務。1946年5月から中等学校教科書株式会社（中教出版）編集部へ勤務。1950年3月に退職後、東京書籍株式会社編集部へ勤務。1953年4月に東京書籍退社後、東京都立小石川高等学校定時制へ勤務。1972年に中断していた作歌へ復帰し、アララギ編集委員・選者を務める。1981年11月に第一歌集『ほやの実』出版。1982年3月に小石川高等学校定時制を退職後、6月に現代歌人協会会員となる。1984年4月に二松學舍大学講師。1985年4月に文教大学女子短期大学部講師就任後、1988年3月に辞任。1989年3月、二松學舍大学講師を辞任し、4月に日本文藝家協会会員となる。1990年に『土屋文明百首』を編集刊行。1991年に「四月歌」で第27回短歌研究賞を受賞。1993年から終刊の1997年までアララギ発行者。その後、1998年に歌誌「青南」を創刊。2004年『狭き蔭に』により第11回短歌新聞社賞を受賞。
2009年11月23日、肺炎のため死去。

## 著書
- 歌集『ほやの実』
- 歌集『狭き蔭に』
- 歌集『唐花草』[3]